# CA Argentino (Mendoza)
Club Atlético Argentino de Mendoza – argentyński klub piłkarski z siedzibą w Guaymallén, wchodzącym w skład zespołu miejskiego miasta Mendoza, leżącego w prowincji Mendoza.

## Osiągnięcia
- Mistrz ligi prowincjonalnej Liga Mendocina de Fútbol (8): 1934, 1941, 1942, 1943, 1948, 1959, 1995, 1996

## Historia
Klub Argentino założony został 10 stycznia 1925 roku w wyniku fuzji miejscowych klubów Nacional, Vélez Sarsfield oraz Pacífico. Argentino w sezonie 2006/07 grał w piątej lidze (Torneo Argentino C), a ponieważ awansował, w sezonie 2007/08 wystąpił w czwartej lidze (Torneo Argentino B).